# Межевое (Киевская область)
Межево́е (укр. Межове) — село, входит в Белоцерковский район Киевской области Украины.
Население по переписи 2001 года составляло 299 человек. Телефонный код — .

## Местный совет
09183, Киевская обл., Белоцерковский р-н, с. Озёрная, ул. Ленина, 39